# Logrian-Florian
Logrian-Florian é uma comuna francesa na região administrativa de Occitânia, no departamento de Gard. Estende-se por uma área de 8,58 km². Em 2010 a comuna tinha 270 habitantes (densidade: 31,5 hab./km²).